# Damián Popochi Muñoz
Damián Popochi Muñoz (n. 10 de abril de 1983, Buenos Aires, Argentina) es un locutor y conductor de radio y televisión argentino.

## Biografía
Nació el 10 de abril de 1983 en la localidad bonaerense de Longchamps, donde pasó toda su infancia y adolescencia. Es sobrino de la recordada locutora María Muñoz.
Actualmente estudia Sociología en la Facultad de Ciencias Sociales de la Universidad de Buenos Aires.

## Profesión
Damián comenzó a estudiar locución en el ISER a los 18 años. Al poco tiempo, tuvo la oportunidad de empezar a dar sus primeros pasos en medios zonales. En el 2004 egresó como locutor, y un año después debutó en FM Identidad 104.3 junto a Mario Mazzone. Luego, ingresó a Radio Pop, primero como productor y después como locutor al aire. Allí, trabajó con Daisy May Queen y meses después hizo su debut televisivo como la voz del programa de espectáculos Los Profesionales De Siempre conducido por Viviana Canosa.
El 17 de agosto de 2009 empezó a conducir CoolTura TKM junto a Marisa Brel, programa que se emitió por Radio TKM (ahora Radio One) y además, a fines del mismo año, estuvo al frente del ciclo televisivo sobre cine La Butaca, que se emitió durante seis años ininterrumpidos por el canal de cable Metro.
Entre el 2012 y 2014 condujo Al Horno, un ciclo radial en el aire de Radio TKM (ahora Radio One) y también formó parte del equipo de Cucharita Cucharón, un programa de cocina a cargo de la cocinera Jimena Monteverde por Ciudad Magazine. 
En 2013, tuvo su propio segmento de humor llamado Los Parecidos dentro de Bendita TV y también participó como panelista en el formato Bendita Outlet. 
En el año 2014 fue elegido para ser el locutor del ciclo 90 días o menos que se emitió por Canal 9, conducido por Dalia Gutmann y Darío Barassi. En este magazine, se destacó como presentador, participando con juegos junto a los conductores y panelistas.
Actualmente conduce la segunda mañana de Radio One y es el locutor de Implacables,  el programa de espectáculos de Susana Roccasalvo emitido por Canal 9.
Como conductor de radio tuvo la oportunidad de entrevistar a artistas como Giorgio Moroder, David Guetta, Zeta Bosio, Dante Spinetta, Fidel Nadal, entre otros.
En simultáneo, forma parte del equipo de Dame una Señal, un programa de análisis de la actualidad que se emite de lunes a viernes de 7 a 9 por AM Cooperativa 770. 
En septiembre de 2016, Damián fue convocado para poner su voz en Pesadilla en la Cocina, el nuevo reality show del chef Christophe Krywonis emitido por Telefe.
Además, el 13 de octubre de 2016 fue el encargado de conducir el Warm Up de los Kids Choice Awards Argentina 2016
Y, a partir de fines del 2020, es la voz institucional de Pop Radio 101.5 junto a Betty Miceli.

## Televisión
| Año             | Programa                     | Emisora | Notas              |
| --------------- | ---------------------------- | ------- | ------------------ |
| 2006 - 2009     | Los profesionales de siempre | Canal 9 | Locutor            |
| 2009 - 2015     | La Butaca                    | Metro   | Conductor          |
| 2010 - 2011     | Viviana Canosa               | Canal 9 | Locutor            |
| 2011 - 2013     | Más Viviana                  | Canal 9 | Locutor            |
| 2013            | Bendita                      | Canal 9 | Cronista           |
| 2013            | Bendita Outlet               | Canal 9 | Panelista          |
| 2013 - presente | Implacables                  | Canal 9 | Locutor            |
| 2014            | 90 días o menos              | Canal 9 | Locutor y Animador |
| 2016            | Pesadilla en la cocina       | Telefe  | Locutor            |
| 2018            | KCA Argentina 2018           | Telefe  | Conductor          |
| 2023            | Influencias del Rock         | Telefe  | Conductor          |

## Radio
| Año             | Programa               | Emisora                     | Notas     |
| --------------- | ---------------------- | --------------------------- | --------- |
| 2005            | El porvenir más índigo | FM Identidad                | Locutor   |
| 2006 - 2008     | Ranking Pop            | Pop                         | Locutor   |
| 2009            | Cool Tura TKM          | Radio One (antes Radio TKM) | Locutor   |
| 2012 - 2014     | Al Horno               | Radio One (antes Radio TKM) | Conductor |
| 2014 - Presente | Segunda Mañana         | Radio One (antes Radio TKM) | Conductor |
| 2016-presente   | Dame una señal         | AM Cooperativa              | Conductor |
| 2025-presente   | Ángel Responde         | Bondi Live (streaming)      | Panelista |